# 异常杜鹃
异常杜鹃（学名：Rhododendron heteroclitum），为杜鹃花科杜鹃花属下的一个植物种。